# Mariano Díaz Mejía
Mariano Díaz Mejía (vagy egyszerűen Mariano, Premià de Mar, 1993. augusztus 1. –) dominikai válogatott spanyol labdarúgó, a Deportivo Alavés csatára.

## Pályafutása
Mariano a Barcelona tartománybeli Premià de Mar nevű kisvárosban született Spanyolországban, édesanyja lévén dominikai származású.
A helyi RCD Espanyol csapatában nevelkedett, később pedig a harmadosztályú Badalonához került. Itt a felnőttek között is bemutatkozott 2011. augusztus 21-én, a 69. perben cserélték be a CD Teruel ellen, ezt a mérkőzést 1–0-ra elveszítették. További két bajnoki mérkőzésen is pályára léphetett a szezonban.
2012-ben a Real Madrid harmadik számú csapatához, a harmadosztályban szereplő Real C-hez került. Itt rendszeresen játszott, és jól is teljesített, 26 mérkőzésen 15 gólt szerzett, beleértve a 2013. december 22-i, Sestao RC elleni mesterhármasát (5–2). Teljesítményének köszönhetően a másodosztályban, a Real Madrid Castilla színeiben is pályára léphetett a Sporting Gijón elleni meccsen, 5 percet kapott csereként.
A következő szezonban egy szinttel feljebb lépett, a Real Madrid második csapatában, a Castillában szerepelt. Mindössze a 26. fordulóban lépett először pályára, de egyből gólt is rúgott a Barakaldo ellen (4–0). Ezt követően már játszott, két gólt lőtt a Las Palmas második csapata ellen (5–1), a Conquense elleni mérkőzést pedig az ő duplája döntötte el (2–0). A szezont 10 meccsen 5 góllal zárta.
Az igazi áttörést viszont a 2015–16-os szezon hozta meg a számára: a csapat első számú góllövőjének számított, 28 mérkőzésen 25 gólt szerzett, a bajnokság gólkirálya lett. Mesterhármast ért el a Socuéllamos (3–1), a Fuenlabrada (3–2), és a Gernika Club (3–0) ellen is. A 25-ből 21 pontot vagy pontokat érő gól volt. A csapat holtversenyben nyerte meg a harmadosztályt 80 ponttal. Góljaival összesen 27 ponttal szerzett többet a csapat, tehát nélküle mindössze a 10. helyen végeztek volna az első helyett.

### Real Madrid
A remek szezon után felkerült az első csapat keretébe. A Chelsea elleni mérkőzésen az előszezonban 30 méterről rúgott óriási gólt, Marcelo passza után.

### Deportivo Alavés
2025. augusztus 7-én kétéves szerződést kötött a Deportivo Alavés csapatával.

## Válogatott
Mivel édesanyja dominikai, ezért megkapta a lehetőséget, hogy pályára lépjen a Dominikai Köztársaság válogatottjában. 2013. március 24-én Haiti ellen debütált, és gólt is szerzett a 3–1-re megnyert mérkőzésen. Ez volt az eddigi egyetlen meccse a válogatottban.

## Sikerei, díjai
- Real Madrid
  - La Liga (3): 2016–17, 2019–20, 2021–22
  - Spanyol kupa (1): 2022–23
  - Spanyol szuperkupa (2): 2019–20, 2021–22
  - UEFA-szuperkupa (1): 2022
  - UEFA-bajnokok ligája (2): 2016–17, 2021–22
  - FIFA-klubvilágbajnokság (2): 2016, 2018

## Karrier statisztika

### Klub
2024. május 26-i adatok szerint.
| Klub           | Szezon         | League | League | Nemzeti kupa | Nemzeti kupa | Ligakupa | Ligakupa | Nemzetközi kupa | Nemzetközi kupa | Egyéb |       | Összesen | Összesen |
| Klub           | Szezon         | Mérk.  | Gólok  | Mérk.        | Gólok        | Mérk.    | Gólok    | Mérk.           | Gólok           | Mérk. | Gólok | Mérk.    | Gólok    |
| -------------- | -------------- | ------ | ------ | ------------ | ------------ | -------- | -------- | --------------- | --------------- | ----- | ----- | -------- | -------- |
| Badalona       | 2011–2012      | 3      | 0      | 1            | 1            | —        | —        | —               | —               | —     | —     | 4        | 1        |
| Real Madrid C  | 2012–2013      | 20     | 3      | —            | —            | —        | —        | —               | —               | —     | —     | 20       | 3        |
| Real Madrid C  | 2013–2014      | 26     | 15     | —            | —            | —        | —        | —               | —               | —     | —     | 26       | 15       |
| Real Madrid C  | Összesen       | 46     | 18     | —            | —            | —        | —        | —               | —               | —     | —     | 46       | 18       |
| Real Madrid B  | 2013–2014      | 1      | 0      | —            | —            | —        | —        | —               | —               | —     | —     | 1        | 0        |
| Real Madrid B  | 2014–2015      | 10     | 5      | —            | —            | —        | —        | —               | —               | —     | —     | 10       | 5        |
| Real Madrid B  | 2015–2016      | 33     | 27     | —            | —            | —        | —        | —               | —               | 4     | 2     | 33       | 27       |
| Real Madrid B  | Összesen       | 44     | 32     | —            | —            | —        | —        | —               | —               | 4     | 2     | 44       | 32       |
| Real Madrid    | 2016–2017      | 8      | 1      | 5            | 4            | —        | —        | 1               | 0               | —     | —     | 14       | 5        |
| Lyon           | 2017–2018      | 34     | 18     | 2            | 1            | 0        | 0        | 9               | 2               | —     | —     | 45       | 21       |
| Lyon           | 2018–2019      | 3      | 0      | 0            | 0            | 0        | 0        | 0               | 0               | —     | —     | 3        | 0        |
| Lyon           | Összesen       | 37     | 18     | 2            | 1            | 0        | 0        | 9               | 2               |       |       | 48       | 21       |
| Real Madrid    | 2018–2019      | 13     | 3      | 1            | 0            | —        | —        | 5               | 1               | —     | —     | 19       | 4        |
| Real Madrid    | 2019–2020      | 5      | 1      | 2            | 0            | —        | —        | 0               | 0               | 0     | 0     | 7        | 1        |
| Real Madrid    | 2020–2021      | 16     | 1      | 1            | 0            | —        | —        | 4               | 0               | 1     | 0     | 22       | 1        |
| Real Madrid    | 2021–2022      | 9      | 1      | 1            | 0            | —        | —        | 1               | 0               | 0     | 0     | 11       | 1        |
| Real Madrid    | 2022–2023      | 9      | 0      | 0            | 0            | —        | —        | 1               | 0               | 1     | 0     | 11       | 0        |
| Real Madrid    | Összesen       | 60     | 7      | 10           | 4            | —        | —        | 12              | 1               | 2     | 0     | 84       | 12       |
| Sevilla        | 2023–2024      | 9      | 0      | 1            | 0            | —        | —        | 3               | 0               | 0     | 0     | 13       | 0        |
| Teljes karrier | Teljes karrier | 199    | 75     | 14           | 6            | 0        | 0        | 24              | 3               | 6     | 2     | 242      | 86       |